# Halbleiterprozess
Ein Halbleiterprozess bezeichnet in der Halbleitertechnik eine Folge von Prozessen zur Fertigung von Halbleiterbauelementen und mikroelektronischen Schaltungen.
Häufig ist damit die Gesamtprozessfolge für die Herstellung eines Produkts in einer bestimmten Schaltungstechnik gemeint, beispielsweise der CMOS-Prozess für die Herstellung elektronischer Schaltungen in CMOS-Schaltungstechnik. Diese Form eines Halbleiterprozesses ist weniger durch eine feste Folge von Einzelprozessen gekennzeichnet, sondern ist abstrakter. Jeder Hersteller von CMOS-Schaltungen hat daher seinen eigenen „CMOS-Prozess“, der speziell auf seinen Maschinenpark und gegebenenfalls weitere Bauelemente in der Schaltung abgestimmt ist. Gemeinsam haben die unterschiedlichen Halbleiterprozesse meist nur eine grobe Fertigungsreihenfolge der notwendigen Bauelemente bzw. Bauelementteile, wie STI-Gebiete, Dotierung der Wannenbereiche, Herstellung des Gate-Dielektrikums, Gate-Strukturierung, Dotierung der Source- und Drainbereiche, Kontaktierung usw.
Seltener wird der Begriff für kleinere Folgen aus Einzelprozessen, durch deren Kombination eine bestimmte Funktion realisiert werden kann, genutzt. Hierzu kann man sowohl die für die fotolithografische Strukturierung genutzte Folge aus Auftrag, Belichtung und Entwicklung eines Fotolacks, als auch die RCA-Reinigung, den BPSG-Reflow-, den LOCOS-, den Dual-Damascene- oder den Salicide-Prozess zählen. Dabei kann es sein, dass bereits konkrete Prozessparameter wie die zu verwendeten Konzentrationen vorgegeben sind oder es sich nur um eine abstrakte Abfolge der Grundprozesse handelt und nicht weiter definiert wird welches Beschichtungsverfahren oder Materialien eingesetzt werden sollen.
Darüber hinaus werden manchmal auch bei der Halbleiterfertigung eingesetzte Einzelprozesse als Halbleiterprozess bezeichnet. Dies sind Prozesse mit denen die gewünschte Funktion bzw. das gewünschte Ziel mit einer einzelnen Bearbeitung erreichbar sind, beispielsweise die ganzflächige Beschichtung eine Wafers, sowie Reinigungs- oder Materialabtragsprozesse. Beispiele sind die Sputterdeposition, Rotationsbeschichtung, Spülen, die Ionenimplantation zur Dotierung oder das chemisch-mechanische Planarisieren.